# Сергиевский монастырь (Уфа)
Сергиевский мужской монастырь — первый мужской монастырь в городе Уфе, существовавший в конце XVI века и разрушенный к 1586 году.

## История
Первый монастырь в трёх верстах от города Уфы, близ Коркиной Ямы (по данным краеведа Я. С. Свице — район современного завода УЗЭМИК), однако точное его местонахождение не известно до сих пор. Разрушен к 1586 году. По сведениям П. Ф. Ищерякова, владел перевозом через реку Белую, мельницей на ключе и прудом (современный район Затонского моста и Сафроновской пристани возле Сафроновской горы), пашней и лугами за рекой Белой, рыбными ловлями; в начале XVII века сожжён ордынцами. От монастыря шла дорога к Сергиевому перевозу на реке Белой.
Деревянная тёплая Сергиевская и холодная Рождество-Богородская церкви построены рядом (предположительно) в XVI веке на Сергиевской горе и в одноимённой слободе, внутри посада Уфимской крепости, для защиты за рекой Сутолокой от ногайцев. Впоследствии, обе они сгорели в 1774 году; в 1777–1860-х годах существовала вторая деревянная, восстановленная на месте двух первых, и сгоревшая в пожаре; в 1867–1868 годах, на том же месте, построена деревянная Сергиевская церковь на каменном фундаменте, существующая сейчас.
По данным А. А. Пекера, первая Сергиевская церковь построена переведенцами из Троицкого Сергиевского посада, и освящена, по этому случаю, во имя преподобного Сергия Радонежского. По данным К. П. Херувимова, прибывшие из Москвы стрельцы и пушкари построили эту церковь во имя преподобного Сергия Радонежского. По данным П. Ф. Ищерикова, эту церковь основали монахи Уфимского Сергиевского мужского монастыря, сожжённого ордынцами, и позднее стала приходом московских стрельцов и пушкарей, у которых патроном являлся Сергий Радонежский.